# Разделителна способност (оптика)
 Тази статия е за оптични системи.  За разделителна способност на електронен дисплей вижте Разделителна способност (монитор).  
Разделителната способност на оптична система е нейното свойство да покаже два обекта, разположени на определено отстояние от нея, като две отделни изображения, а не като едно. 
Според критерия на Рейли две точки могат да се видят отделно, ако главният максимум на дифракционното изображение на едната от тях съвпада с първия минимум на дифракционното изображение на втората и обратно.
Ако φ0 (на схема 1) е ъгълът, под който се наблюдава първият дифракционен минимум на точков източник на светлина през кръгла оптична леща с диаметър D, за електромагнитна вълна с дължина λ ще бъде в сила:
{\displaystyle \sin {\varphi _{0}}=1.22{\frac {\lambda }{D}}}
Ъгълът φ0 е ъгловата разделителна способност на лещата. При малък ъгъл, горното се опростява до:
{\displaystyle \varphi _{0}=1.22{\frac {\lambda }{D}}}
Човешкото око има най-голяма разделителна способност на разстояние d=250 mm и е най-чувствително при дължина на вълната λ=550 nm. При размер на зеницата D≈2 mm, разделителната способност на човешкото око е около 1 – 2′ (ъглови минути) или 0,02 – 0,03°, което на разстояние d=250 mm съответства на отстояние между две точки от 0,1 mm (100 μm), колкото е дебелината на един косъм.